# Václav Feřtek (1943)
Václav Feřtek (* 20. prosince 1943) je bývalý český fotbalista, útočník. Po skončení aktivní kariéry působil jako trenér.

## Fotbalová kariéra
V československé lize hrál za SONP Kladno. Nastoupil ve 38 ligových utkáních a dal 5 gólů. Na vojně hrál druhou ligu za Duklu Slaný. Ve svých 17 letech byl tehdy nejmladším fotbalistou v nejvyšší soutěži. Reprezentoval Československo na dorosteneckém Mistrovství Evropy v Rumunsku v roce 1962. V sedmdesátých letech přestoupil do Příbrami. S fotbalem skončil po zranění kolena.

## Ligová bilance
| Ročník                                     | Zápasy | Góly | Klub        |
| ------------------------------------------ | ------ | ---- | ----------- |
| 1. československá fotbalová liga 1961/1962 | 7      | 0    | SONP Kladno |
| 1. československá fotbalová liga 1962/1963 | 6      | 1    | SONP Kladno |
| 1. československá fotbalová liga 1969/1970 | 25     | 4    | SONP Kladno |
| CELKEM                                     | 38     | 5    |             |